# Het Scheldepeloton
Het Scheldepeloton is een zesdelige Belgische sportdocumentaire over een groep van vijf vrienden (Iljo Keisse, Bert De Backer, Kurt Hovelijnck, Dimitri De Fauw en Wouter Weylandt) uit het Gentse die het proberen te maken als profrenner en hun vele uren samen trainen. De documentaire werd uitgezonden van 30 augustus tot 4 oktober 2021 op Canvas. Het is gebaseerd op het boek De Val van Matthias M.R. Declercq.

## Inhoud
De eerste aflevering gaat over hoe de vrienden elkaar leren kennen en hoe Wouter Weylandt zijn eerste jaren in het wielerpeloton doormaakt. Ook het overlijden van Frederiek Nolf komt aan bod in de Ronde van Qatar. De tweede aflevering gaat over de vriendschap tussen Iljo Keisse en Dimitri De Fauw en hun weg naar de top in het baanwielrennen. Ook het dodelijk ongeluk van Isaac Gálvez laat diepe sporen na bij beiden maar vooral De Fauw. In de derde aflevering gaat het over het dopingschandaal dat Iljo Keisse en Dimitri De Fauw treft. De Fauw die met de pers praat wordt persona non grata in het peloton en Keisse kan bewijzen dat hij onschuldig is. De Fauw pleegt niet veel later zelfmoord na al enige tijd met een depressie te kampen.
In de vierde aflevering gaat het over Kurt Hovelijnck en de vele valpartijen van hem. Net nadat hij een profcontract tekende bij Quick-Step loopt het zwaar mis op een trainingsrit samen met Wouter Weylandt. Hij belandt zonder helm op zijn hoofd en ligt 17 dagen in een comateuze toestand. Hovelijnck keert terug in het peloton maar niet voor lang. De val heeft ook Weylandt aangedaan die niet meer koerst zoals voordien. In de vijfde aflevering gaat het over Keisse die na van het dopingschandaal verlost te zijn ook tekent bij Quick-Step. Weylandt verlaat de ploeg maar kent een slecht voorjaar en trekt dan met zijn nieuwe ploeg naar de Ronde van Italië. De laatste aflevering gaat het over de bewuste val van Weylandt tijdens de derde etappe van die Giro. En hoe zijn vrienden en familie het ongeluk verwerken.
Komen aan het woord: familie (Eric Weylandt, Nele Bral, Elke Weylandt, An-Sophie De Graeve, Ronnie Keisse, Claudine Verhoeven, Guy De Fauw, Mark De Fauw, Joke De Smedt, Jo De Ram, Dirk Caekebeke, An-Sofie Zenner, Marie-Lou Heynderickx, Ruth Verrelst), Iljo Keisse, Bert De Backer, Kurt Hovelijnck, Tom Boonen, Patrick Lefevere, Yvan Vanmol, Rik Van Slycke, Jean-Marie Dedecker, Fabian Cancellara, Tom Stamsnijder, Tyler Farrar, Piet Van Bastelaere, Frank Wezenbeek, Robert D’hont, Jef Brouwers en Jef Vandenbosch.

## Afleveringen
| Afl. | Titel                  | Uitzending        | Kijkcijfers |
| ---- | ---------------------- | ----------------- | ----------- |
| 1.   | WW Special             | 30 augustus 2021  | 296.429     |
| 2.   | Het gouden koppel      | 6 september 2021  | 195.554     |
| 3.   | Ik zie u graag, Tarzan | 13 september 2021 | 239.930     |
| 4.   | Ikke were              | 20 september 2021 | 239.536     |
| 5.   | The kings of cool      | 27 september 2021 | 273.743     |
| 6.   | WW108                  | 4 oktober 2021    | 321.953     |

## Prijzen
- 2021: De HA! van Humo